# Mammoet van Appels
De mammoet van Appels is het skelet van een wolharige mammoet dat samengesteld werd uit fossiele botten die in de jaren 1960 en 1970 gevonden werden in de Sint-Onolfspolder nabij Appels. Het skelet, dat in tegenstelling tot de mammoet van Lier volledig bestaat uit botten en geen nagemaakte elementen bevat, wordt tentoongesteld in het Vleeshuis te Dendermonde.
Het skelet, dat 28.000 jaar oud is, bestaat uit 74 botten, gewrichten en wervels. Deze zijn echter niet afkomstig van één en hetzelfde dier. Det slagtanden en de schedel zijn afkomstig van een mannetje, het bekken van een vrouwtje.

## Vondst
Het skelet werd samengesteld uit een collectie botten die gevonden werden vanaf 1968 door de toen 16-jarige Hugo De Potter in een deel van de Sint-Onolfspolder waar aan zandwinningswerken werd gedaan onder andere voor de aanleg van de E-17. Bijkomende botten werden gevonden bij graafwerken in hetzelfde gebied voor de aanleg van het nieuwe Denderkanaal en de nieuwe tijsluis.
De botten werden in beslag genomen en verhuisden naar het Koninklijk Belgisch Instituut voor Natuurwetenschappen. Toen De Potter daar enkele jaren later zelf als stagiair aan de slag ging, kon hij hen overtuigen om het skelet op te stellen in het Vleeshuis te Dendermonde.